# Herz am Scheideweg
Herz am Scheideweg (Originaltitel: The Easiest Way) ist ein US-amerikanischer Spielfilm aus dem Jahr 1931 mit Constance Bennett in der Hauptrolle. Der Film ist mit seiner offenen Darstellung von außerehelichen Beziehungen typisch für den laxen Umgang mit den Zensurbestimmungen vor dem Inkrafttreten des Production Code.

## Handlung
Laura Murdock wächst in großer Armut und ohne eine fundierte Schulbildung auf. Ihre Eltern sind Alkoholiker, die von dem leben, was ihre Kinder verdienen. Ihre Tochter Peg haben sie bereits mit dem Kraftfahrer Nick verheiratet und nun hoffen sie auf Laura. Die verdient etwas Geld als Verkäuferin in einem Warenhaus, wo sie eines Tages das Angebot erhält, als Mannequin tätig zu werden. Laura macht dort die Bekanntschaft von Elfie, einem ehemaligen Model, das ihr erklärt, wie eine junge, gutaussehende Frau zu Wohlstand und materieller Sicherheit gelangt: The easiest way to luxury is horizontally („Der einfachste Weg zum Luxus ist horizontal“). Laura verinnerlicht diesen Rat und wird ohne viele Umstände und Ziererei die Geliebte von William  Brockton, dem Inhaber der Modelagentur. Ihre Schwester Peg, die arm, aber glücklich mit ihrem Nick zusammenlebt, verurteilt Laura und ihren unmoralischen Lebenswandel. Nick, der hohe ethische Standards besitzt, wirft Laura aus dem Haus, da sie ein ungeeigneter Umgang für seine kleine Tochter sei.
Kurze Zeit später verliebt sich Laura in den Reporter Jack Madison, der bald darauf für einige Zeit ins Ausland geschickt wird. Laura verspricht ihm, Brockton zu verlassen und auf ihn zu warten. Allerdings entwickeln sich die Dinge nicht so einfach, wie Laura sich das erhofft hat. Statt mit Großzügigkeit antwortet Willard mit einem Gerichtsbeschluss auf Herausgabe sämtlicher Geschenke und der Nachforderung der Miete für das Appartement, in dem Laura bislang kostenfrei gelebt hat. Ohne eigene Ersparnisse muss Laura wieder im Warenhaus arbeiten. Gleichzeitig wird ihre Mutter sterbenskrank und niemand hat das nötige Geld, um die Medikamente zu kaufen. Laura kehrt also zurück zu Brockton, der gegen entsprechende Gegenleistungen die Behandlungskosten übernimmt. In dem Moment kommt Jack wieder nach New York und missversteht die Gesamtsituation. Alles geht schief, sowohl Jack als auch Brockton verlassen Laura und am Ende steht die junge Frau abgebrannt und ohne ein Dach über dem Kopf am Heiligen Abend vor der Tür ihrer Schwester Peg. Beide fallen sich in die Arme und wie durch ein Wunder erscheint kurze Zeit später Jack in der Wohnung. Laura bereut im Beisein aller öffentlich ihre Sünden, Jack verzeiht ihr und beide heiraten.

## Hintergrund
Herz am Scheideweg basiert auf einem Bühnenstück von 1909 über Schuld und Sühne und war 1931 von der Thematik her eigentlich völlig veraltet. MGM entschied sich dennoch, den Stoff erneut zu verfilmen, und sah darin das ideale Vehikel für Constance Bennett. Bennett war erst kurze Zeit vorher mit Common Clay zu einem bedeutenden Star geworden. Sie stammte aus einer berühmten Schauspielerdynastie und war bereits in Stummfilmtagen ein bekannter Name gewesen, ehe sie überraschend 1925 mit einem Millionär durchbrannte. Nach der Scheidung 1929 kehrte sie zurück nach Hollywood und konnte auf die Freundschaft sowohl mit Louis B. Mayer als auch Irving Thalberg bauen. MGM spielte mit dem Gedanken, Bennett für einen langfristigen Vertrag zu gewinnen, und testete mit Herz am Scheideweg das Potential von Bennett an der Kinokasse.
Der Film ist heute vor allem durch einen der ersten Auftritte von Clark Gable bekannt, der Bennetts Schwager spielte. Die Rolle war nur klein, doch die Testvorführungen waren sensationell in Bezug auf Gable. Ermutigt von der positiven Resonanz bekam Gable einen langfristigen Vertrag mit dem Studio und war gegen Ende des Jahres, nach Auftritten in insgesamt 12 Filmen, bereits der größte männliche Star von MGM.
The Easiest Way ist wie auch The Common Law typisch für das Genre des confession film, der während der Weltwirtschaftskrise hauptsächlich das weibliche Kinopublikum anlockte. Meist drehen sich die Filme um die Probleme von Frauen, die durch eine Liebesgeschichte mit einem charakterlich schwachen Mann in Probleme geraten. Am Ende landen die Frauen auf der Straße, um sich und ihre Kinder oder Familie zu ernähren. Helen Hayes in Die Sünde der Madelon Claudet oder Marlene Dietrich in Blonde Venus variierten die Thematik. Oft wurden die Frauen auch die Geliebte von älteren Männern oder gingen unwürdigen Beschäftigungen nach, um zu überleben: Barbara Stanwyck in Shopworn, Tallulah Bankhead in Faithless oder Helen Twelvetrees in Unashamed. Meist versuchten die Frauen, ihren Kindern die illegitime Herkunft zu verbergen: Kay Francis in I Found Stella Parrish und Der Erbe des Hauses Farrington, Irene Dunne in The Secret of Madame Blanche, Ruth Chatterton in Madame X sowie Frisco Jenny oder Ann Harding in The Life of Vergie Winters.

## Kinoauswertung
Die Produktionskosten beliefen sich auf 310.000 US-Dollar. An der Kinokasse war der Film leidlich erfolgreich und spielte in den USA eine Summe von 654.000 US-Dollar ein, zu denen weitere 249.000 US-Dollar von den Auslandsmärkten kamen. Bei einem kumulierten Gesamteinspielergebnis von 903.000 US-Dollar konnte das Studio am Ende jedoch nur einen mageren Gewinn von 193.000 US-Dollar verbuchen.